# Michal Cihlář
Michal Cihlář (* 16. září 1960 Praha) je český grafik, ilustrátor, fotograf a výtvarník. Kromě volné grafiky, kterou provádí téměř výhradně technikou vícebarevného nebo kolorovaného linorytu, se zabývá ilustrací, fotografií, autorskou knihou, koláží, návrhy tapet, papírovou plastikou a známkovou tvorbou. Je synovcem sochaře Karla Hladíka a manželem Veroniky Richterové.

## Život
Michal Cihlář od dětství kreslil a již v sedmi letech uspěl v soutěži dětské kresby. Navštěvoval LŠU, vyráběl vlastní časopis Vločka a jako jedenáctiletý získal v celostátní soutěži 2. místo za kresbu temperou. V letech 1976-1980 absolvoval Střední odbornou školu výtvarnou . Soukromě se věnoval sbírání obalů žvýkaček a v sedmdesátých letech vytvořil jednu z největších českých sbírek, čítající 7,5 tisícovky kusů z 85 zemí. Z této sběratelské vášně se vyvinul sklon k pop-artu a vycházejí z ní i některá tematická díla z pozdější doby (Trojice, 1983-2002, 3000 výstřižků sestavených jako koláž, 962 brejlatejch, Velká sbírka malých fragmentů).
Jeho první pokus o přijetí na vysokou školu nevyšel a rok 1980 strávil ve Studiu kresleného filmu Bratři v triku. Roku 1981 byl přijat na Vysokou školu uměleckoprůmyslovou v Praze do ateliéru Knižní kultury a písma (prof. Milan Hegar, Přemysl Rolčík, Jan Solpera). Během studia poprvé vystavil své práce v Kulturním domě DP v Praze (1982). V letech 1984-1986 se zúčastnil čtyř neoficiálních výstav Konfrontace, které organizovali mladí výtvarníci AVU ze vznikajícího sdružení Tvrdohlaví. Koncem 80. let vystavoval sedmkrát také v nezávislé Galerii H bratří Hůlů v Kostelci nad Černými lesy. Během studia spolu s Alešem Najbrtem a Kryštofem Trubáčkem založil školní časopis ŠUM. Jeho diplomovou prací, se kterou roku 1987 dokončil studia na VŠUP, byla malba slona v životní velikosti a návrhy plakátů pro Pražskou zoologickou zahradu.
Roku 1987 společně s Rudo Prekopem a Michalem Byckem inicioval založení Muzea moderného umenia rodiny Warholovcov v Medzilaborcích a navrhl pro něj interiéry. Spolu s R. Prekopem shromáždil množství neznámých materiálů a dokumentace o Andy Warholovi a roku 2011 vydali v nakladatelství Arbor vitae monografii Andy Warhol a Československo. S Andy Warholem pojí Cihláře experimenty se zmnožováním motivů, které později vyústily v návrhy tapet (česká hospoda na Expo 1992 v Seville). V letech 1992-1996 byl redaktorem velkoformátového časopisu RAUT, který založil Aleš Najbrt.
Michal Cihlář se oženil s výtvarnicí Veronikou Richterovou, se kterou má dvě dcery – Kiki (* 1993) a Noemi (* 1998). Roku 1997 v Galerii Pecka vystavoval grafické listy vytvořené podle privátních rodinných fotografií, mimo jiné i linoryt z roku 1995, nazvaný Narozeniny v zoo. Ten předznamenal období, kdy se po devět let věnoval převážně užité grafice. V roce 1997 přijal nabídku vytvořit celý grafický image Pražské zoologické zahrady, včetně loga, plakátů a bilboardů, informačního systému, vstupenek, suvenýrů, letáků, vizitek, omalovánek pro děti, tašek nebo polepů autobusů, tramvají a služebních aut, celkem přes 900 děl. Vstoupil tím nepřehlédnutelným způsobem do veřejného prostoru a jeho dílo se stalo obecně známé. Spolupráci se Zoo Praha ukončil roku 2006 poté, co Zoo použila jeho díla v neautorizované formě a v nevhodných kontextech. Roku 2009 soud rozhodl v Cihlářův prospěch a zakázal dále užívat logo, které pro pražskou Zoo vytvořil. V roce 2015 nařídil vrchní soud pražské Zoo, aby se za napodobování Cihlářova výtvarného stylu autorovi omluvila.
Cihlář se nepřestal věnovat ani volné tvorbě a roku 2002 byl oceněn prestižní Cenou Vladimíra Boudníka. Byl jediným českým autorem, který byl na přelomu let 1999 a 2000 zařazen na zatím největší výstavu světového linorytu v Cobra Museu v nizozemském Amstelveenu.

### Ocenění
- 1985 cena Arna Sáňky za nejkrásnější knihu
- 1989 Výroční cena Pantonu
- 1992 Dvě 1. ceny Ministerstva kultury: Nejkrásnější kniha roku
- 1997 výroční cena Revue Labyrint
- 1999 cena České filmové akademie za Nejlepší filmový plakát
- 2002 Cena Vladimíra Boudníka, Nadace Inter-Kontakt-Grafik
- 2006 Zlatý ohníček za osobní přínos české reklamě
- 2009 cena X. European Newspaper Award za ilustraci pro Orientaci LN
- 2011 2. cena Ministerstva kultury: Nejkrásnější kniha
- 2012 1. cena Ministerstva kultury SR: Najkrajšia kniha roku
- 2015 výroční cena nakladatelství Albatros za ilustraci
- 2017 cena XV. Trienále českého ex libris Chrudim

## Dílo

### Grafické dílo
Michal Cihlář do doby před přijetím na VŠUP převážně kreslil. Rozhodnutí věnovat se grafické technice linorytu inicioval zážitek z výstavy sochaře Jana Štursy roku 1980, kde byly kromě Štursových soch vystaveny i jeho skici a drobné jednobarevné a expresivní linoryty. Cihlář pochopil, že výtvarná síla grafiky spočívá v řemeslné zručnosti i v živočišnosti projevu autora. Mezi svými vzory uvádí Maxe Švabinského pro jeho „zvrhlou brilantnost “, Josefa Váchala coby „pravého umělce – živočicha “, Jiřího Koláře „chirurga posedlého čistotou a přesností“ a Andy Warhola, „první zestetizovaný mýtus“.
V kontextu vývoje českého umění 80. a 90. let dvacátého století zaujímá grafik Michal Cihlář zcela výjimečné místo. Již během studia se výrazně profiloval jako výtvarník, u něhož se přirozeně spojovala neobyčejná technická důkladnost s živým, ryze osobitým viděním světa. Podstatnou a přiznanou součástí vzniku díla je zdlouhavá a precizní práce, ale cílem je aby grafika dosáhla optimálního výsledku jako výtvarný celek, nikoli samoúčelná technická bravurnost. Cihlářovo hluboké zaujetí všudypřítomnou symbolikou jevů každodenního života přirozeně rezonuje s výpovědí některých osobností pop-artu, především s tvorbou Andy Warhola. Právě u něj mohl nacházet vzdálenou inspiraci ve způsobu vytváření nosné ikonografické řeči z prozaických prvků současné civilizace, z tvůrčího recyklování věcí, které by jinak nepovšimnutě zanikly. Autor s hlubokým zaujetím zkoumá technické, výtvarné a ideové hranice grafické řeči v rozpětí od důvěrného světa vlastního rodinného života až po ekologickou dimenzi a sféru společensko-politického dění. Technická náročnost barevného linorytu je i jistá forma Cihlářova protestu proti snadnosti a vyprázdněnosti některých konceptualistických a za postmodernizmus se vydávajících výtvarných projevů.
Cihlářova práce s vícebarevným linorytem se již během studia rozvinula od prvního drobného tříbarevného soutisku (Bez názvu (Motýl), 1981, 5,2 × 8,4 cm) přes čtyřbarevnou Sbírku motýlů (1982, 22,3 × 31 cm) k monumentálnímu osmibarevnému tisku Velká sbírka motýlů a můr (1983, 69 × 49 cm). Se zvláštním zaujetím se věnuje převedení předloh, pro které se technika linorytu zdánlivě příliš nehodí - např. celých stran časopisů (Heft 368 – obálka Frankfurter Algemeine s portrétem Andy Warhola. 22barevný linoryt, 1989) nebo útržků novin (Cáry II, 6barevný linoryt, 1986), černobílých fotografií (Konkrétní grafika, 1985) a filmových okének (Muž z Hongkongu, 8bar. linoryt, 1992). Při převodu snímků popových hvězd si udržuje ironický nadhled (Gott, 19barevný linoryt na dortovém papíře, 1993). Své vícebarevné linoryty tiskne po vzoru Picassa z jediné, postupně odrývané matrice. Podařil se mu tak soutisk až 42 barev (Autíčka, 1997, 42barevný linoryt) .
Roku 1989 vytvořil barevným linorytem návrh plakátu Šťastné Vánoce s Občanským fórem ve formátu A1 a A3, roku 1993 plakát pro pražský koncert The Velvet Underground.
Pro pražskou zoologickou zahradu vymyslel zcela nový styl vizuální a verbální komunikace, který vychází z dokonale osvojené techniky linorytu a který je navíc snadno zapamatovatelný a vstřícný a přátelský k návštěvníkům. Charakteristickým rysem Cihlářových grafik je individuálně ryté písmo, které autor odmítá digitalizovat, aby zůstala zachována jeho živelnost a expresivita. Cihlářova originální a jednotná forma propagačních materiálů byla oceněna na 5. marketingové mezinárodní konferenci 130 zoologických zahrad ze 36 zemí světa pořádané v červnu 2005 v německém Münsteru. Zoo Praha si ze soutěže díky Cihlářově grafice odnesla tři první ceny ze šesti: za billboard s gorilím mládětem Moja, za průvodce po ZOO Lexikon od A do Z a za časopiseckou reklamu k otevření pavilonu Indonéská džungle.
Od 90. let jsou námětem jeho barevných linorytů originální zátiší (Zátiší s grafikou a kedlubnou, v němž je reprodukován i lept Jaroslava Róny Ptáčátko, 1992, Zátiší s pandou a žárovkou, 1996) a také cyklus rodinných fotografií inspirovaný dcerou Kiki. Od druhé poloviny 90. let své autorské linoryty obvykle tiskne černobíle a potom je ručně koloruje (Havana 1993 – podle fotografie Jana Šibíka, 2002–2003, Zátiší s kočičí konzervou, 2003). Některé linoryty tiskne na neobvyklých materiálech (Ultrazvuk, 1997, černobílý linoryt na vlizelínu). Téměř nikdy nepřekročí náklad jeho grafik počet deseti kusů.

### Linoryty

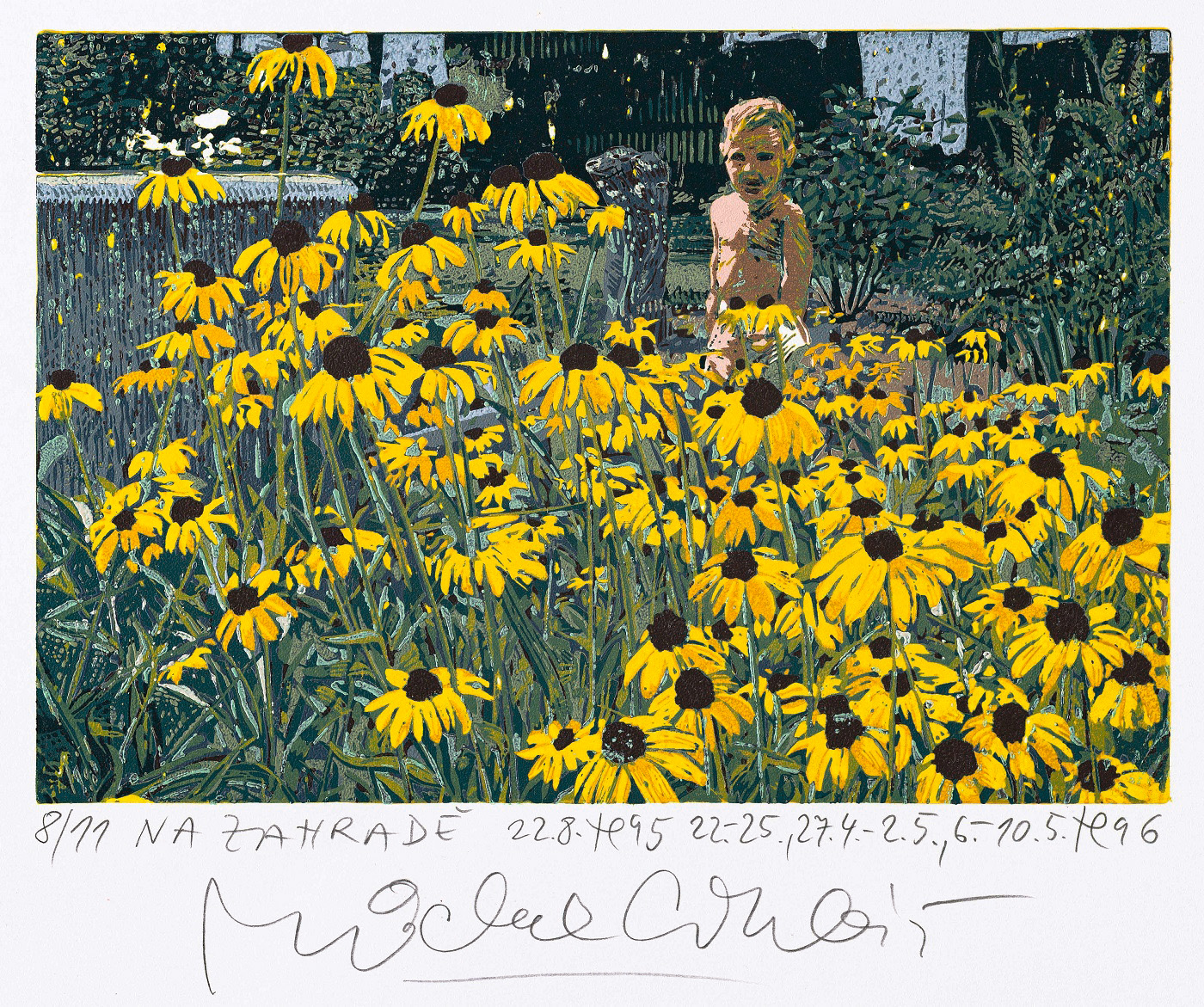
Na zahradě, 16barevný linoryt, 10,4 × 15,2 cm, 1996
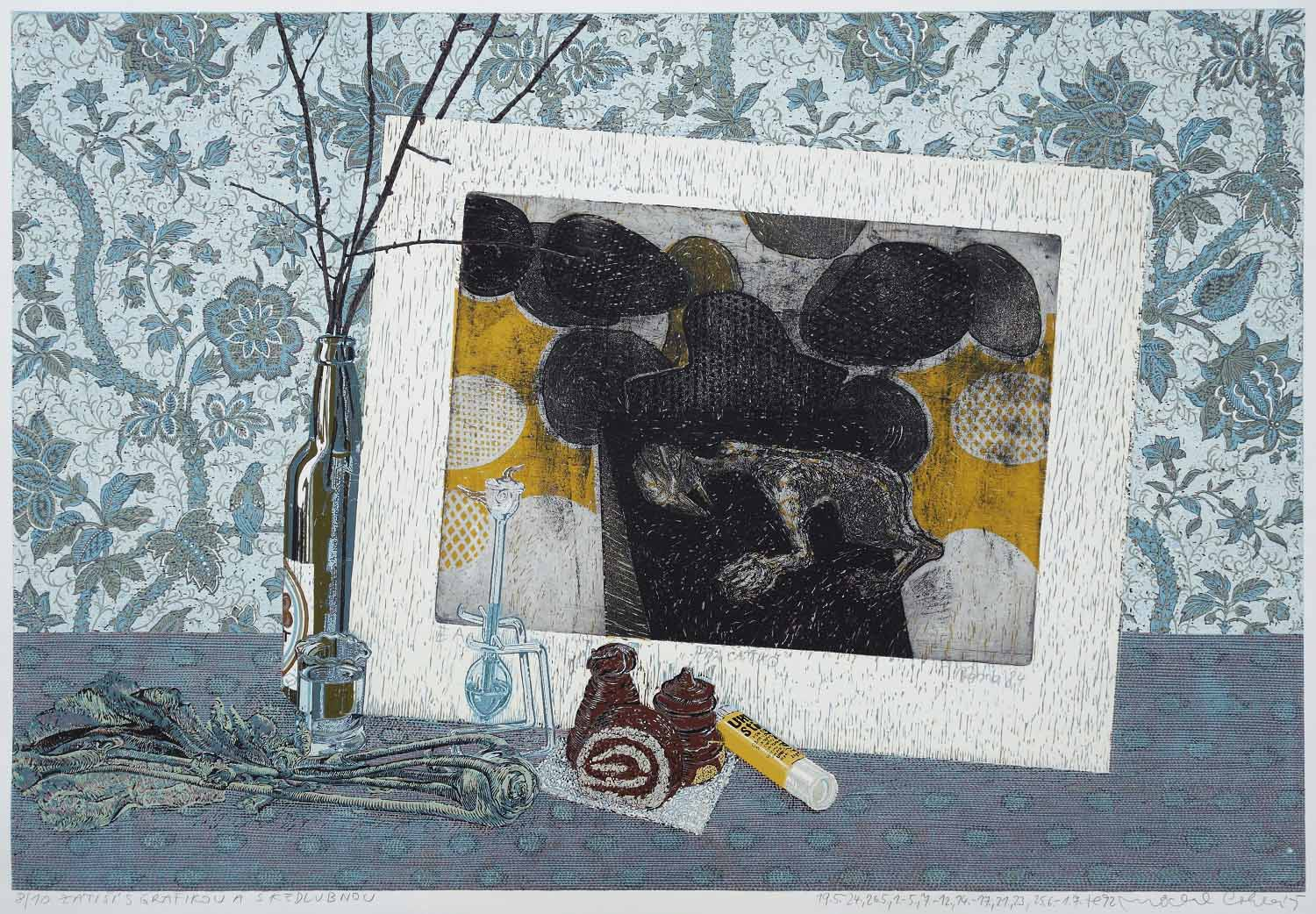
Zátiší s grafikou a kedlubnou, 19barevný linoryt tištěný přes lept Jaroslava Róny „Ptáčátko“, 65 × 96 cm, 1992
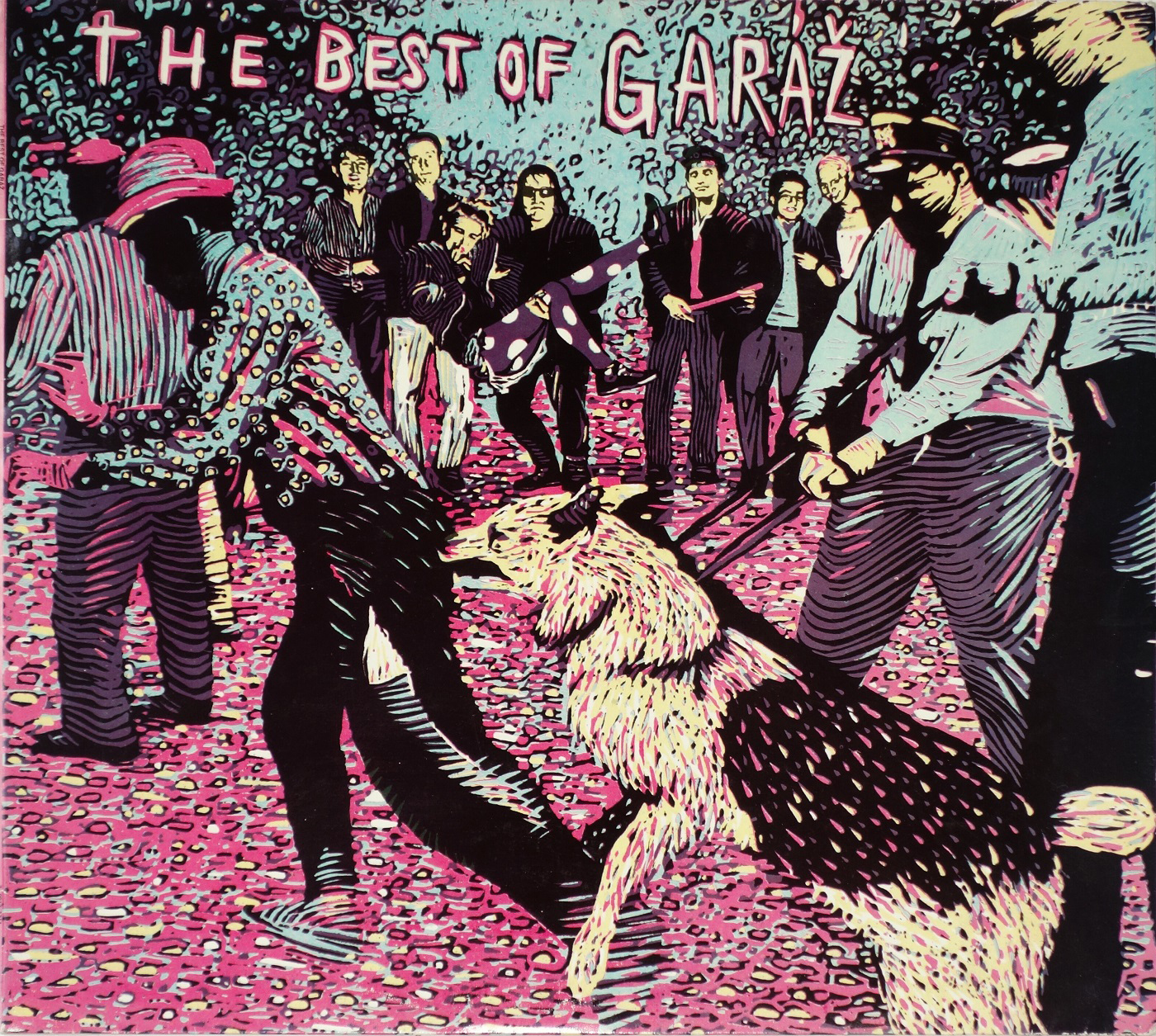
LP The Best of Garáž, 5barevný linoryt, 32,3 × 35,7 cm, 1989
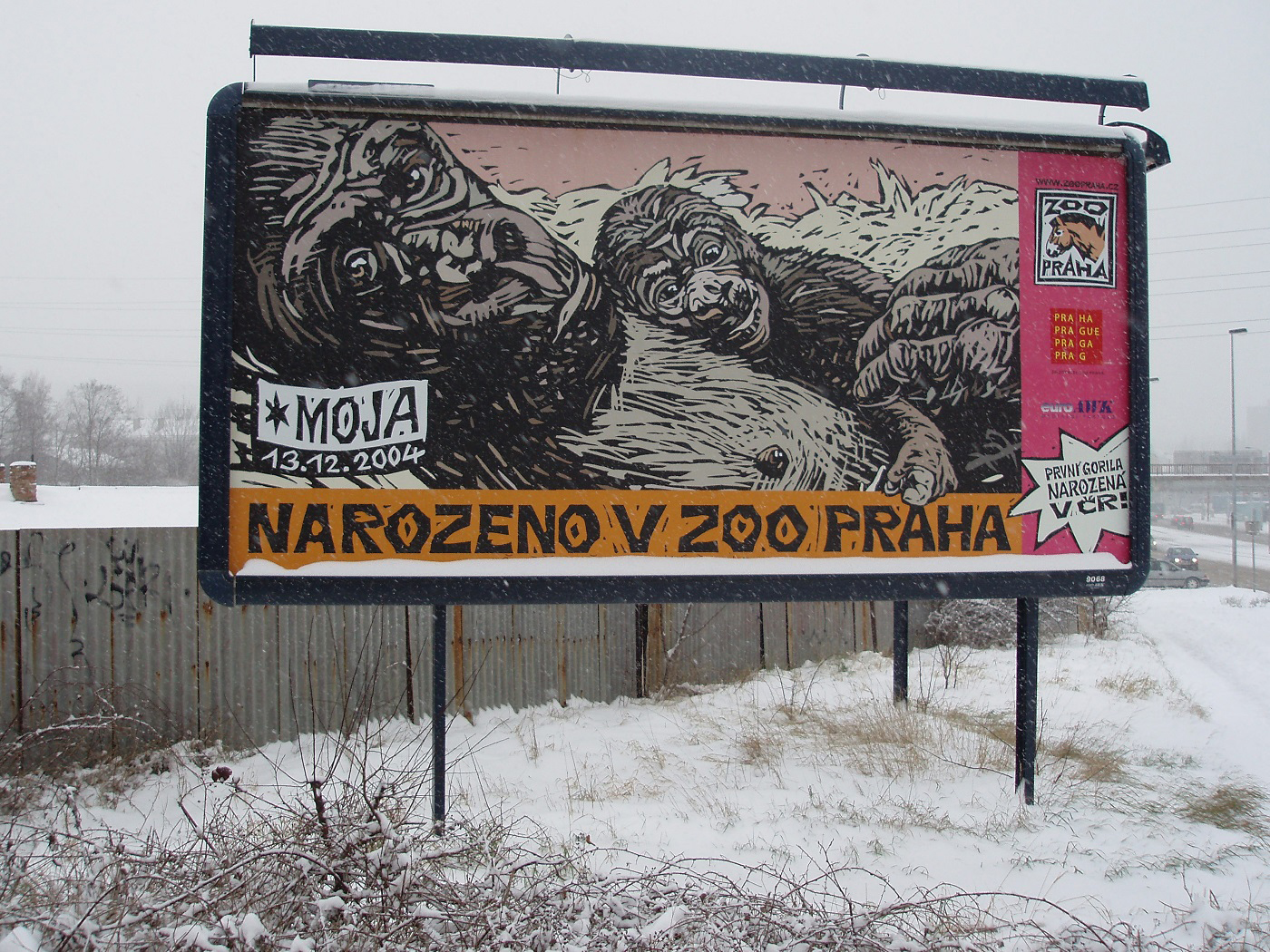
Moja, billboard 240 × 510 cm; digitálně obarvený linoryt, šíře 11,7 cm, 2004
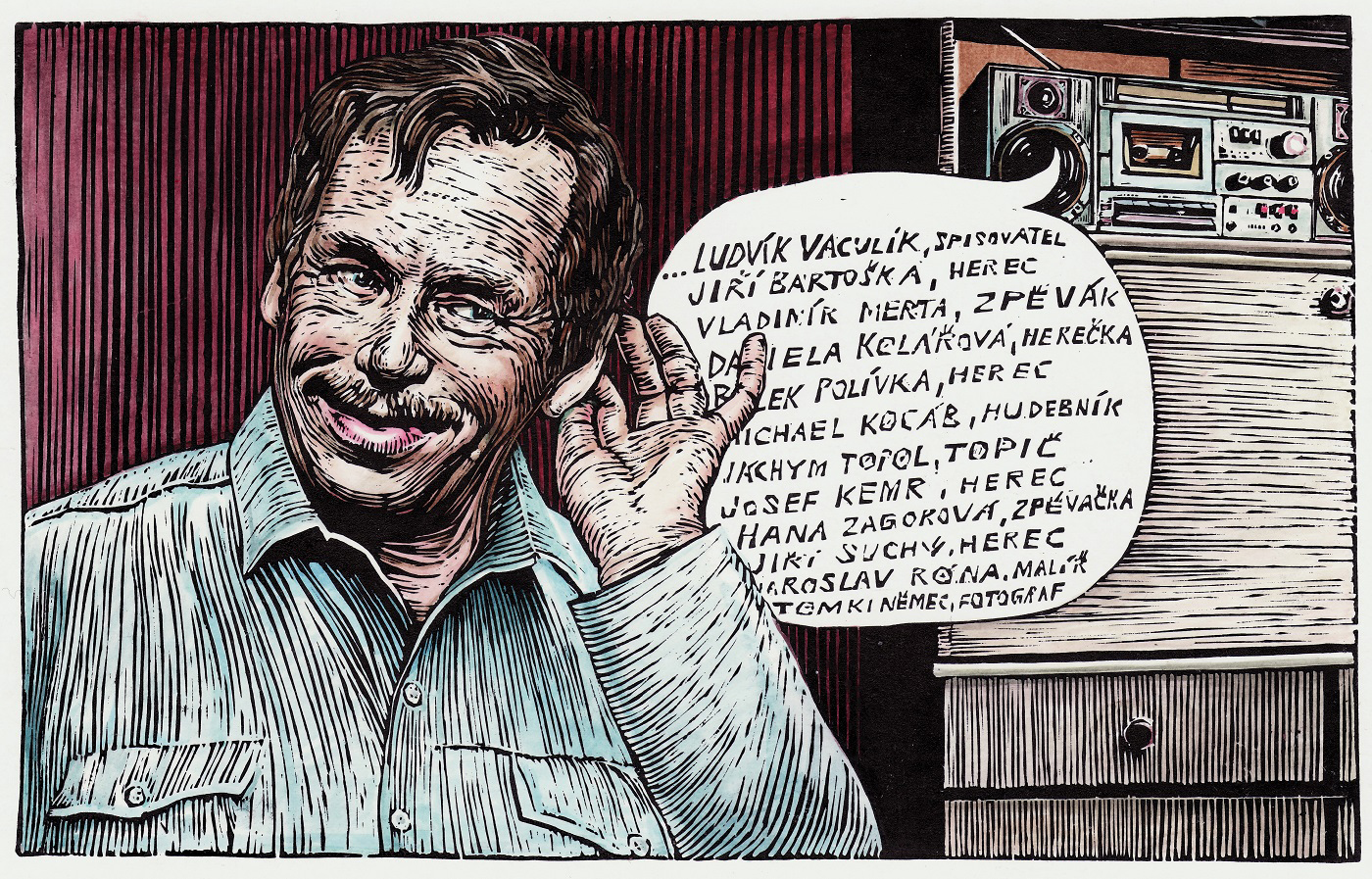
Ilustrace po Orientaci LN, kolorovaný linoryt, orig. 9,6 × 15,5 cm, 2009
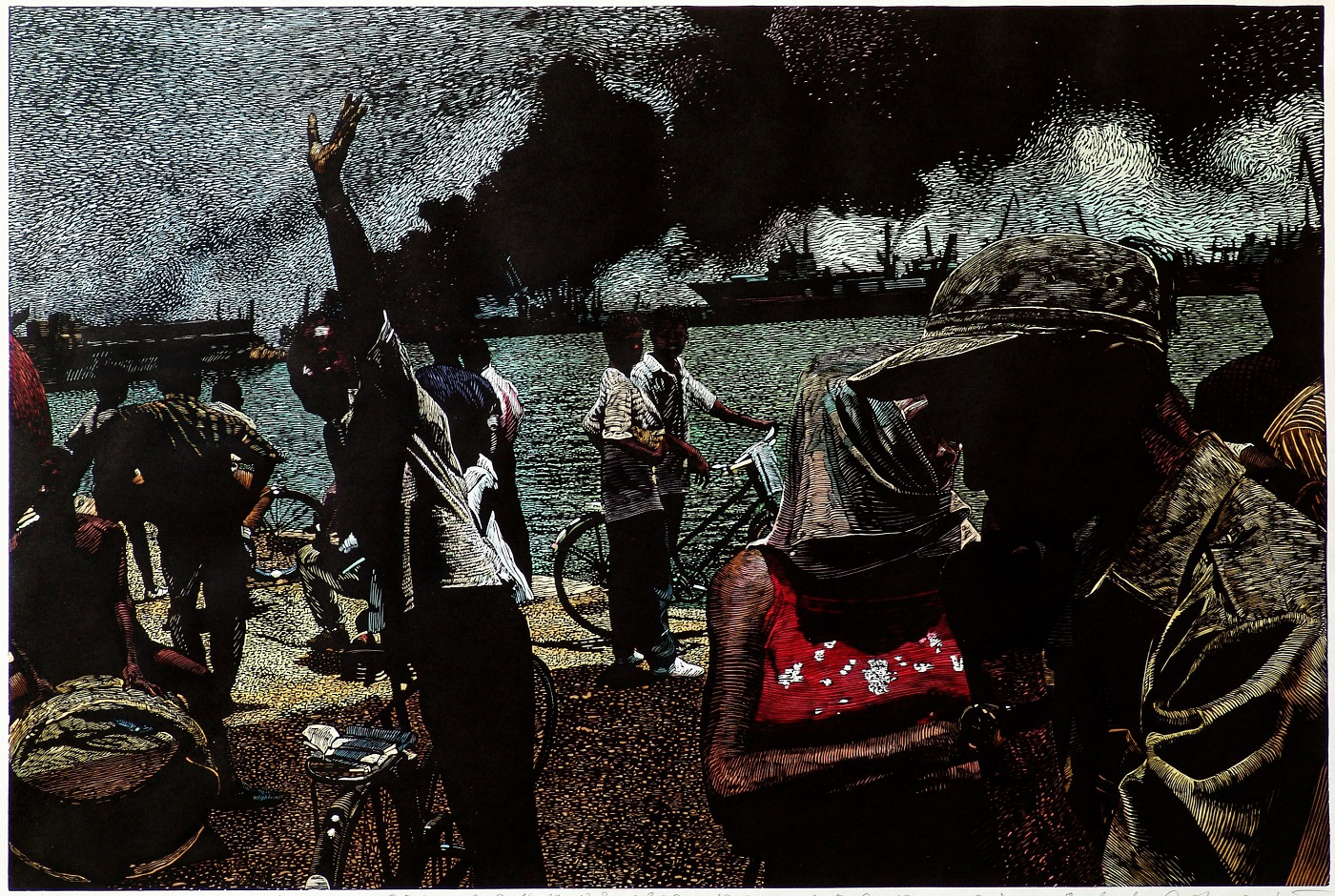
„Havana, 1993“ (podle fotografie Jana Šibíka), kolorovaný linoryt, 62,3 × 92,8 cm, 2002–2003
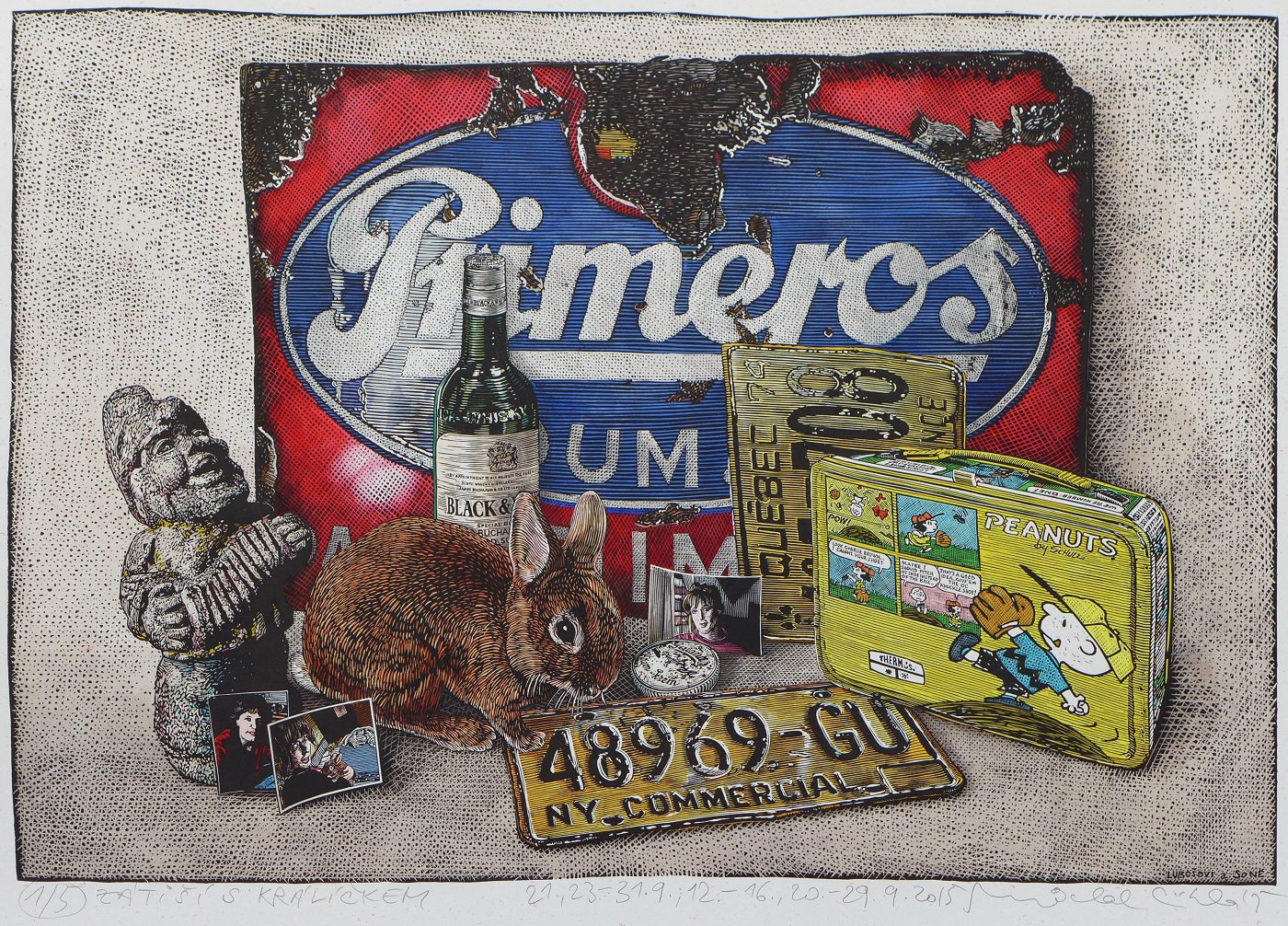
Zátiší s králíčkem, kolorovaný linoryt, 60 × 89,3 cm, 2015
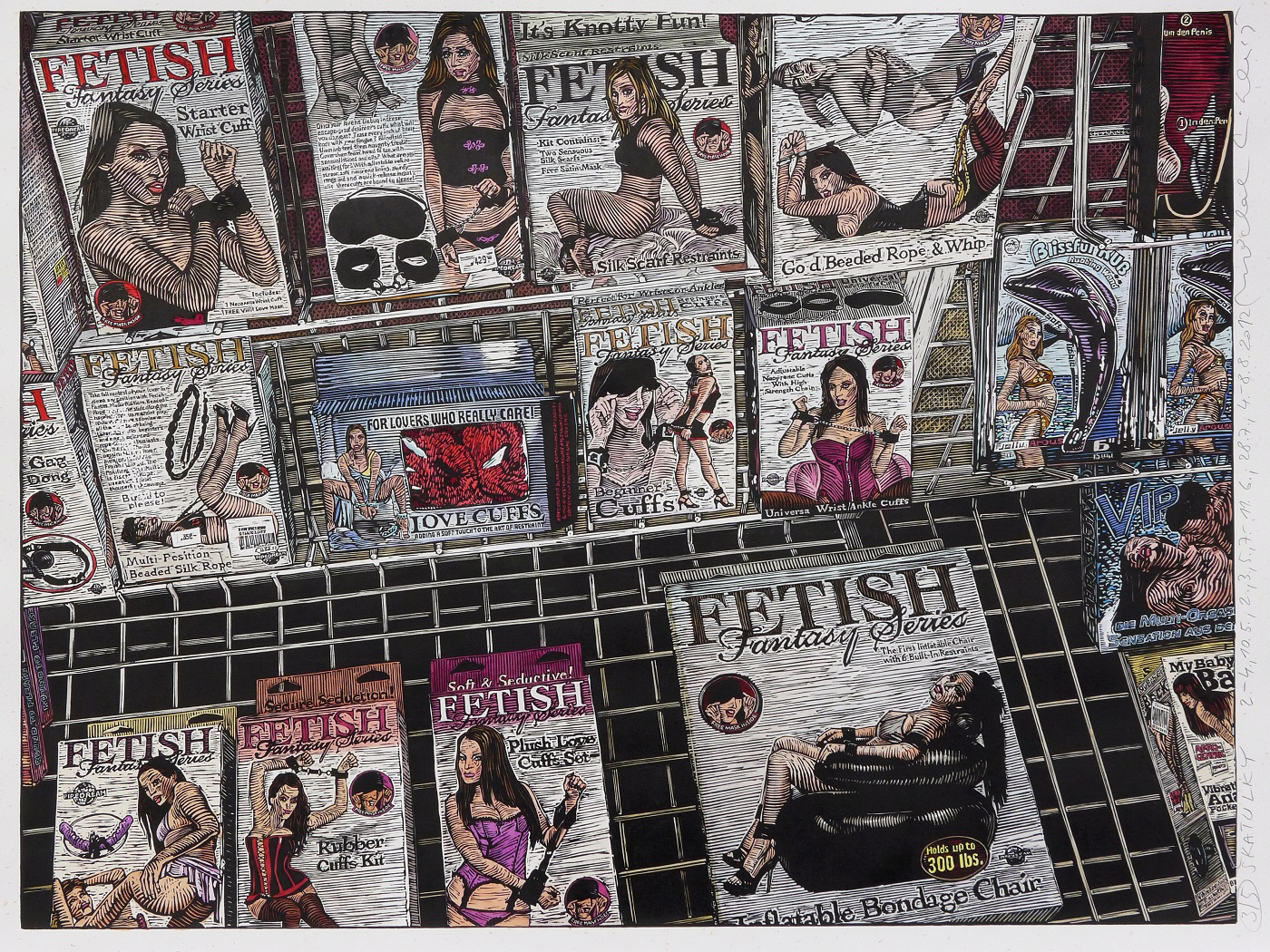
Škatulky, kolorovaný linoryt, 65,5 × 87,2 cm, 2012

### Ostatní výtvarné techniky
Svět zvířat byl v Cihlářově díle přítomen již od poloviny 80. let v různých formách – jako odlehčené asambláže z nezvyklých materiálů (Tůňka s krokodýly lidožrouty, 1985, rohlíky, lepenka, barva) i jako existenciální téma (V letu, 1989, Tryzna za ptáčka, 1989, kolorovaná fotografie), kolorované plastiky z mačkané papírové hmoty (Tučňáci, 1988, Kakadu, 1995), barevný linoryt (Chocholatka Abbotova, 14barevný linoryt, 1993) nebo barevný lept (Snímek z Antarktidy, 1988). Cihlářovy barevné linoryty Tučňák Humboldtův (1996) a V džungli (1996) sloužily jako předlohy k tapiseriím, které utkala Moravská gobelínová manufaktura (Tučňák, 1996, 185 × 250 cm, Papoušek, 1996, 210 × 300 cm). Podle speciálně přepracovaného fragmentu ze Zátiší s andulkama (1989) vznikl o osm let později v manufaktuře i gobelín pro Parlament České republiky Hejno (220 × 400 cm).
Navrhl a spolu se svou ženou Veronikou Richterovou realizoval Chodník slávy v pražské zoo, kde jsou po vzoru hollywoodských hvězd zvěčněny stopy 26 zvířat.
Michal Cihlář v letech 1994–2000 spolupracoval s AB Barrandov. Je autorem výtvarné podoby šesti cenných akcií AB Barrandov a vytvořil také grafický design edice videokazet ze Zlatého fondu české kinematografie (190 titulů).
Roku 1995 vydala Česká pošta jeho poštovní známku k 50. výročí OSN a v roce 1998 sérii známek, které vycházejí z linorytového stylu Michala Cihláře (František Palacký, František Kmoch, Rafael Kubelík). Poštovní známka je častou inspirací i v jeho volné tvorbě (Aršík (Modrý Mauritius), 1993). Autor překonává veškeré limity a je schopen navrhnout a vyrýt poštovní známku ve skutečné velikosti, tedy v poměru 1:1.
Cihlářovy koláže jsou založeny na efektu multiplikace motivu a skládají se obvykle z velkého množství výstřižků umístěných v pravidelném rastru (Bílá koláž, 1984, Trojice, 1983-2004, konceptuální koláž na 42 arších 70x100 cm, Život fragmentů, 1984, koláž 87x63 cm). Je zastoupen ve sbírce koláže Pražské plynárenské. Multiplikace byla i podkladem pro návrhy originálních tapet, např. kolekci jeho čtyř autorských tapet s pivními motivy pro českou restauraci na Expo Sevilla 1992. Formou koláže vytvořil také návrh obalu pro LP Na vařený nudli skupiny Nerez a je autorem obalu CD Nerezu a CD Moje smutné srdce Jaromíra Nohavici.
Jako fotograf se věnuje systematicky fotografování vybraných námětů jako jsou kanalizační poklopy, ručně malované cedule a poutače, lidové výrobky z PET lahví, mříže, vyobrazení zvířat, ale také dekadentním námětům jako hroby, sexshopy, erotické inzeráty, apod. Fotografie jsou podkladem podkladem pro grafické listy a připravované autorské knihy.

### Knižní tvorba a ilustrace
V letech 1982–1986 vytvořil v počtu 18 kusů autorskou linorytovou knihu Nářek pro mě – William Melvin Kelley, která obsahuje 11 tříbarevných ilustrací a na 92 stranách kolem 25 600 rytých liter. Roku 1991 dal výtvarnou podobu antologii podivuhodných příběhů z Ameriky 19. století Komu se to dostane do rukou a získal za ni dvě první ceny MK ČR v soutěži Nejkrásnější kniha roku 1992 (za ilustrace a za grafickou úpravu). Roku 2003 vytvořil 40 ilustrací k fejetonům Jáchyma Topola podle titulních stran magazínu Pátek, týdenní přílohy Lidových novin, v letech 2007–2009 celkem 116 titulních ilustrací sobotních příloh LN Orientace technikou kolorovaného linorytu. Toutéž technikou je i 15 ilustrací pro nové vydání Příběhů Odysseových Rudolfa Mertlíka (nakl. Albatros, 2014). Digitálně barvenými linoryty ilustroval dětskou knihu Kvik pluje na jih (nakl. Labyrint, 2004).
Michal Cihlář ilustroval knihy Jáchyma Topola (Výlet k nádražní hale, Anděl) a Salmana Rushdieho (Východ, Západ, Hárún a moře příběhů, Luka a oheň života, Satanské verše, Dva roky, osm měsíců a osmadvacet nocí) i knihy Andy Warhola (Od A k B a zase zpátky, Popismus). Roku 2002 vychází monografie, kterou sestavil a napsal se svou tetou Věrou Hladíkovou Můj manžel sochař Karel Hladík, nakl. Gallery, 2002.
Cihlář také společně s Veronikou Richterovou pracuje na autorských knihách, které mapují fotosběrnou metodou vzdálené země. Dosud v nakl. Gallery vydali Cuba v detailech, 2005 (oceněno titulem Fotografická publikace roku 2006), Kambodža v detailech, 2006, Ostrov-dva kubánské deníčky, nakl. Archa 2016.

### Deníky
V polovině 80. let Cihlář náhodou objevil kolážované keňské deníky fotografa Petera Bearda, které se pro něj staly věčnou inspirací. Od své první zahraniční cesty roku 1989 dokumentuje všechny následující formou kapesních deníků, kam zapisuje dojmy, kreslí, vlepuje nalezené předměty a útržky tiskovin. Kresby a fotografie z cest se později staly předlohou pro některá grafická díla. Deníky byly samostatně vystaveny roku 1998 v pražském divadle Archa, 2013 v Boskovicích v Muzeu Boskovicka, 2015 v galerii U Mistra s palmou v Náchodě, 2016 v GU Karlovy Vary v Letohrádku Ostrov, roku 2018 pardubické galerii GAMPA a v Praze v galerii Millennium. Do roku 2019 takto vzniklo 96 samostatných notýsků, které se staly svébytnými konceptuálními díly

### Ostatní

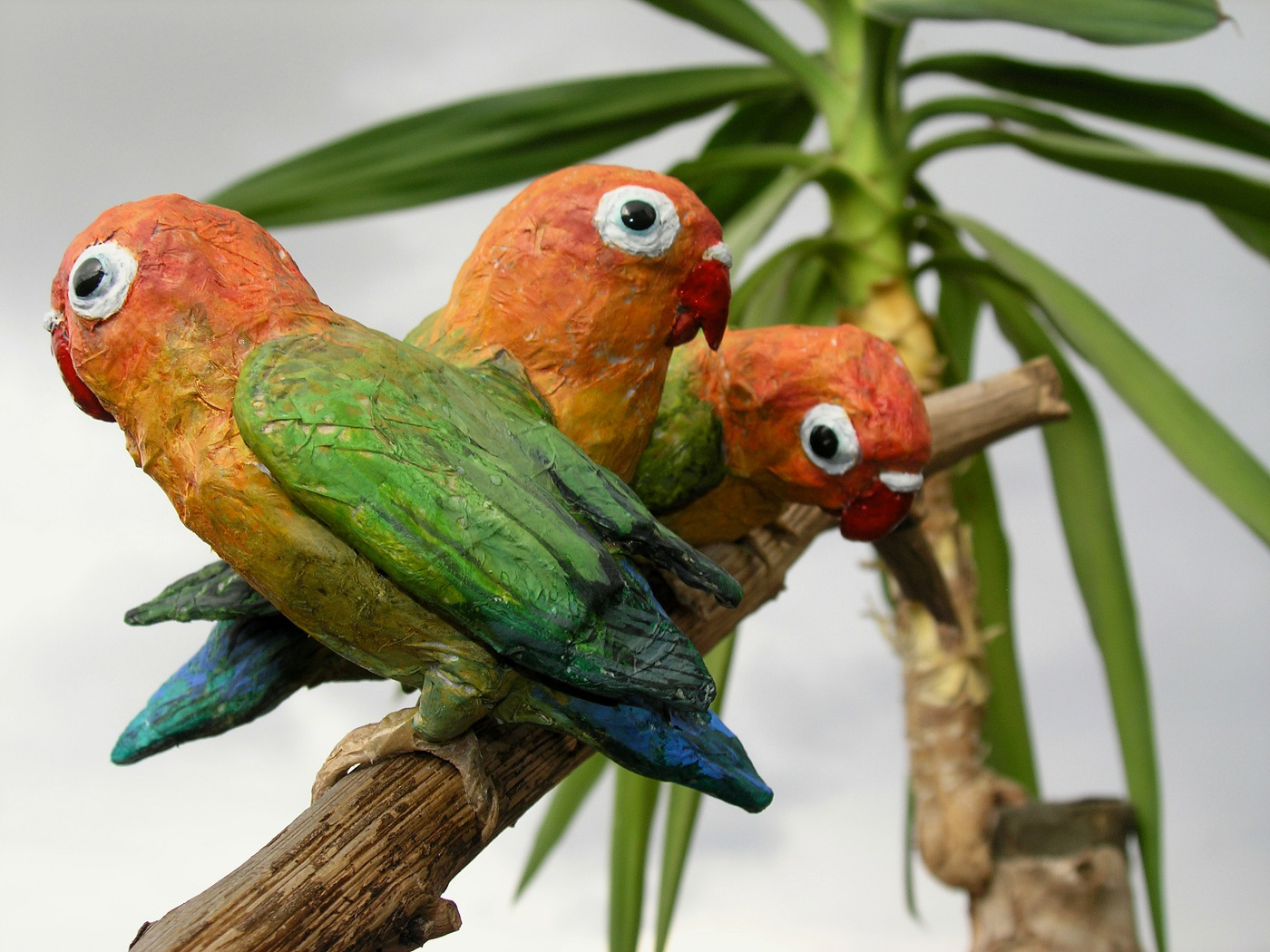
Papoušík Fischerův, plastika z papíru, drát, barva, délka 12 cm, 2007
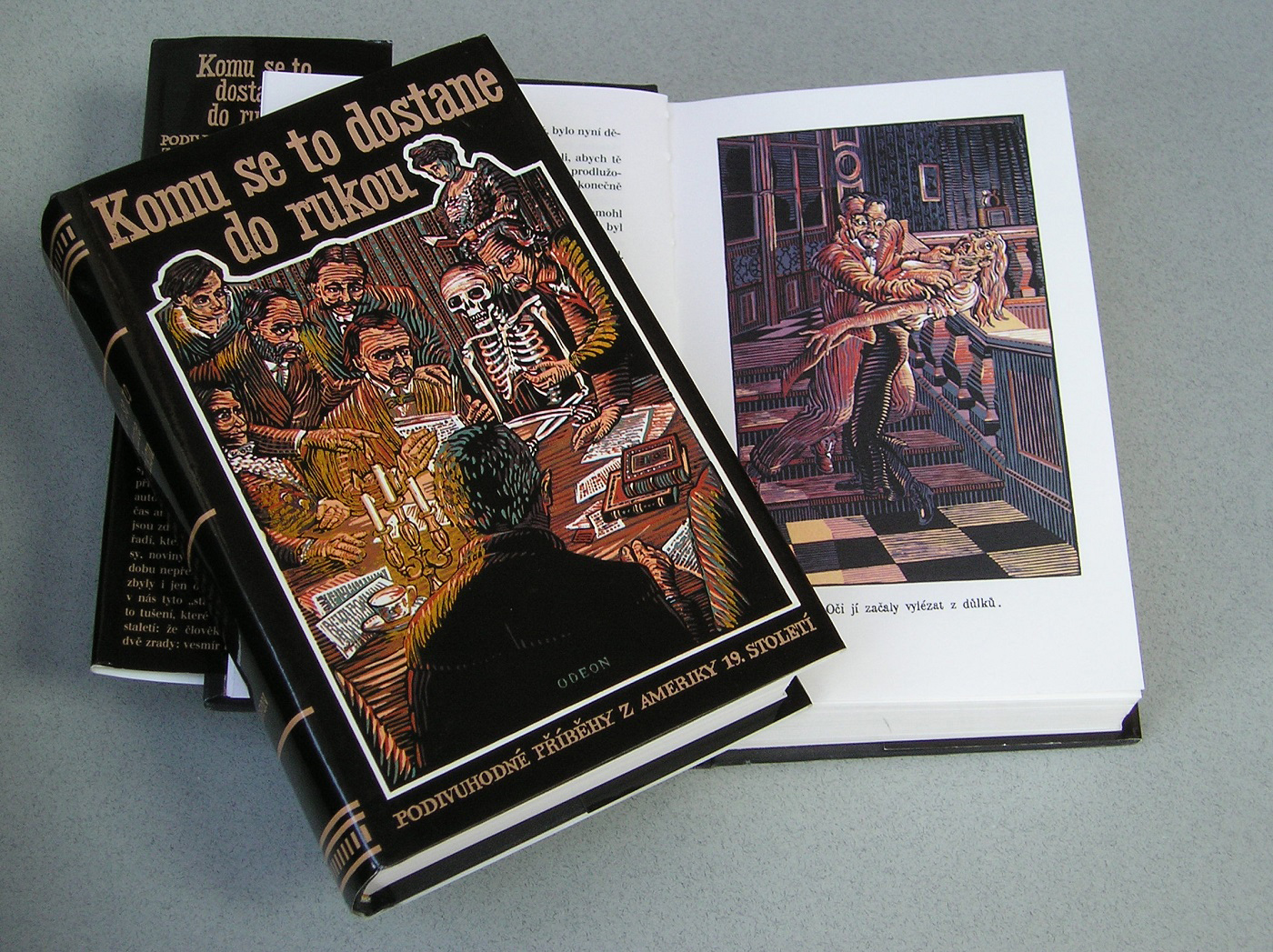
Komu se to dostane do rukou-antologie podivuhodných příběhů z Ameriky 19. století, 21 ilustrací, vazba, přebal, předsádka, nakl. Odeon 1992
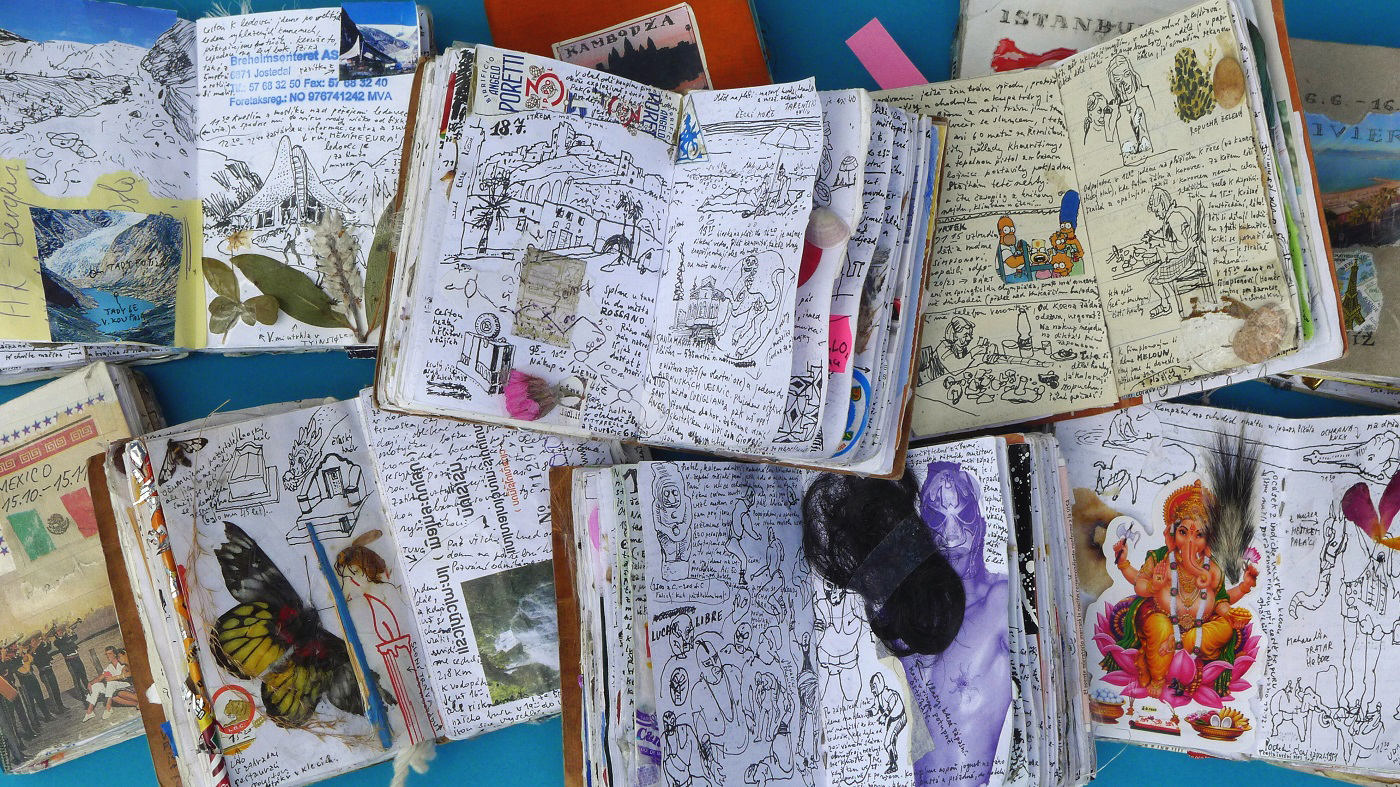
Cestovní deníčky, ilustrované a kolážované rukopisy
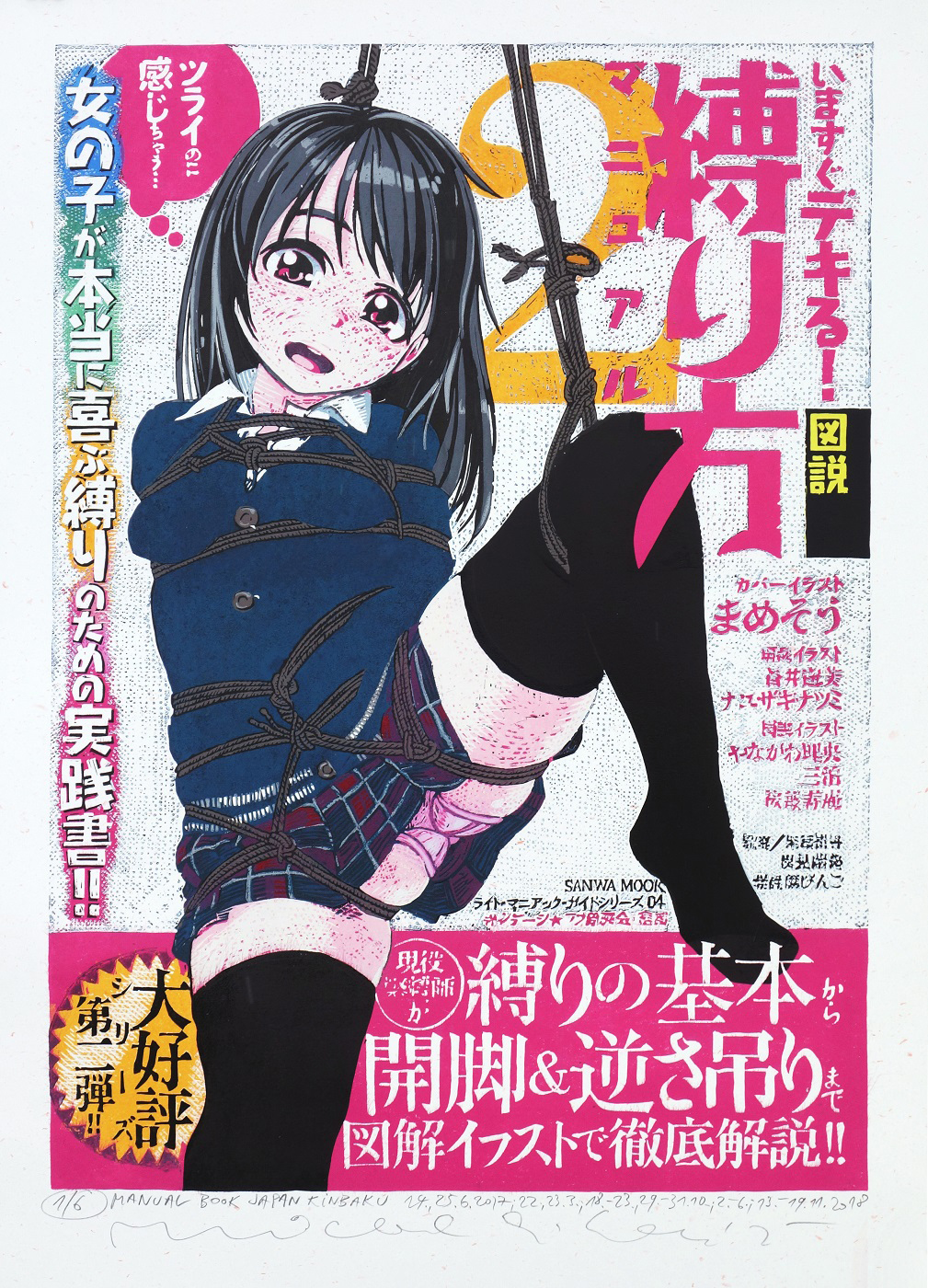
Manual book japan kinbaku, 24barevný linoryt, 60,3 x 42,2 cm, 2018

### Autorské publikace
- Michal Cihlář, Věra Hladíková: Můj manžel sochař Karel Hladík, Gallery, Praha 2002 ISBN 80-86010-56-2
- Michal Cihlář, Veronika Richterová: Cuba v detailech, Gallery, Praha 2005 ISBN 80-86010-95-3
- Michal Cihlář, Veronika Richterová: Kambodža v detailech, Gallery, Praha 2006 ISBN 80-86990-06-0
- Michal Cihlář, Veronika Richterová a kol.: Zvěrstvo, Gallery, Praha 2007 ISBN 978-80-86990-13-2
- Michal Cihlář, Veronika Richterová: Česká republika – srdeční záležitost, MÚ Litvínov, 2015 ISBN 978-80-260-7450-2
- Michal Cihlář, Ostrov – Dva kubánské deníčky, Nakladatelství Archa Zlín 2016, ISBN 978-80-87545-46-1
- Michal Cihlář, Jedna věta, edice Revolver Revue č. 111, Praha 2018, ISBN 978-80-87037-94-2
- Michal Cihlář, Veronika Richterová: Japonsko v detailech, Praha 2021, ISBN 978-80-270-5201-1

### Zastoupení ve sbírkách
- Národní galerie v Praze
- Parlament ČR, Praha
- Uměleckoprůmyslové museum v Praze
- Muzeum umění Olomouc
- Východočeská galerie v Pardubicích
- Galerie Klenová / Klatovy
- Galerie umění Karlovy Vary
- Galerie Benedikta Rejta, Louny
- Horácká galerie v Novém Městě na Moravě
- Muzeum umění a designu Benešov
- Galerie Františka Drtikola, Příbram
- Galerie Art Space, Nishinomiya, Japonsko
- Galerie H, Kostelec nad Černými lesy
- Muzeum Narodowe, Poznaň
- Lvovské museum ukrajinské kultury, Lviv
- Tabáková společnost SEITA a.s., Francie
- Sbírka Pražské plynárenské, Praha
- Česká obec sokolská, Praha
- Transgas, a. s., Praha

### Výstavy (výběr)

#### Autorské
- 1982 Michal Cihlář: Linoryty, Kulturní dům Dopravních podniků hl. m. Prahy, Praha
- 1988 Michal Cihlář, Čestmír Suška: Vizuální dojem z novin, Inzertní síň MF, Praha
- 1989 Michal Cihlář, David Vávra: Česká koláž, KS Blatiny, Praha
- 1989 Michal Cihlář: Pop - art, Malá galéria KPVU pri MsKS, Medzilaborce
- 1989 Michal Cihlář, Kryštof Trubáček: Sochy a plastiky, Pařížská 4, Praha
- 1989 Michal Cihlář: Grafiky a koláže z rokov 1982–1989, Výstavná sieň D-ČSSP, Humenné
- 1989 Michal Cihlář: Linoryty + sochy, Galerie mladých, Brno
- 1991 Michal Cihlář: Linoryty atd., Divadlo hudby OKS, Olomouc
- 1991 Michal Cihlář, Rudo Prekop: Linoryty a fotografie, Múzeum moderného umenia rodiny Warholovcov, Medzilaborce
- 1992 Michal Cihlář: Pitva knihy Komu se to dostane do rukou, Výstavní síň České spořitelny, a. s., Praha
- 1992 Michal Cihlář: Linoryty (výběr z díla), Galerie Fronta, Praha
- 1993 Michal Cihlář: Linorytové matrice, Galerie Ambrosiana, Brno
- 1993 Michal Cihlář: Barevné linoryty, Galerie Papyrus, Nymburk
- 1994 Michal Cihlář: Komorní linoryty, Galerie knihkupectví Paseka, Praha
- 1994 Michal Cihlář: Průřez, Muzeum jihovýchodní Moravy, Zlín
- 1997 Michal Cihlář: Salman Rushdie – Východ, Západ, Palác Akropolis, Praha
- 1997 Michal Cihlář: Kiki a Pája, Galerie Pecka, Praha
- 1998 Michal Cihlář: Cestovní deníčky, Divadlo Archa Praha; knihkupectví Archa Zlín
- 1998 Michal Cihlář, Veronika Richterová: Z pralesa do lesa, galerie Ateliér K. Dostálové, Olomouc
- 1999 Michal Cihlář: Zátiší se slony, Kiki a Pája, Salman Rushdie, džungle, pop-art a cestovní deníčky, Galerie a kavárna U kamene, Cheb
- 1999 Michal Cihlář: Kiki und Pája, Kleine ACC Galerie, Výmar (Weimar)
- 2000 Michal Cihlář: Dva roky v ZOO / Two Years in ZOO: Linoryty / Linocuts, Galerie Pecka, Praha
- 2001 Michal Cihlář: Během dvaceti let, 1. část, Galerie moderního umění v Hradci Králové
- 2002 Michal Cihlář: Cestovní deníčky, Archa, Zlín
- 2002 Michal Cihlář: Během dvaceti let, 2. část, Dům U Jonáše, Pardubice
- 2002 Michal Cihlář: Trojice, Galerie Pecka, Praha, Hotel Thermal, Karlovy Vary
- 2002 Michal Cihlář: Tapety / Wallpaper, Galerie Millennium, Praha
- 2002 Michal Cihlář: 42 let. Suché jehly, barevné linoryty, užitá grafika, Galerie Felixe Jeneweina, Kutná Hora
- 2003 Michal Cihlář: Trojice, Galerie a kavárna U kamene, Cheb, Galerie Františka Drtikola, Příbram
- 2003 Michal Cihlář: Cena Vladimíra Boudníka, Staroměstská radnice, Praha
- 2004 Michal Cihlář: Jak Kvik putuje na jih: Vše o vzniku dětské knihy, kterou vydalo nakladatelství Labyrint, Galerie Pod kamennou žábou, České Budějovice
- 2004 Michal Cihlář: Kvik putuje na jih / Jak se dělá kniha, Muzeum umění Olomouc, Café 87, Olomouc
- 2004 Michal Cihlář: Tučňáci a alky, České centrum, Mnichov
- 2005/2006 Michal Cihlář: Se vším všudy / All inclusive, Místodržitelský palác, Brno[12]
- 2006 Michal Cihlář: Práce všeho druhu a Kvik v zoo, Galerie Františka Drtikola, Příbram
- 2007 Michal Cihlář, Veronika Richterová: Poprvé po svatbě, České centrum, Řím
- 2007 Michal Cihlář, Veronika Richterová: Zvěrstvo, Uměleckoprůmyslové muzeum v Praze
- 2007 Michal Cihlář: Noviny linorytem, Galerie Kotýnek, Přelouč
- 2008 Michal Cihlář, Veronika Richterová: Pocta PET lahvi (putovní výstava MZV Michal Cihlář: Only animals, Al Bustan Festival, Bejrút, Libanon
- 2009 Zvěrosnubnost Michal Cihláře a Veroniky Richterové, Dům umění v Opavě[22]
- 2010 Michal Cihlář: Ilustrace, Malá galerie Středočeské vědecké knihovny, Kladno
- 2010 Michal Cihlář, David Cajthaml: Sny a zátiší, Galerie U Betlémské kaple, Praha
- 2011 Michal Cihlář, Veronika Richterová: Cuba, Česká ambasáda ve Washingtonu
- 2012 Michal Cihlář, Veronika Richterová, Peep shop, Galerie Mona Lisa, Olomouc
- 2013 Michal Cihlář: Die tsechische Collage, České centrum, Vídeň
- 2013 Michal Cihlář: Veronika Richterová: Červené příšeří, Galerie Obecního domu, Opava
- 2013 Michal Cihlář: Ze života kanálů, Knihovna Václava Havla,Galerie Montmartre, Praha
- 2013 Michal Cihlář: Z pravé zadní, 69 cestovních deníčků, Muzeum Boskovicka, Boskovice
- 2014 Michal Cihlář: Ze života kanálů DBK, Praha
- 2015–2017 Michal Cihlář: Veronika Richterov: Srdceráj, zámek Valdštejnů, Litvínov
- 2015 Michal Cihlář, Veronika Richterová: Za závěsem, NoD, Praha
- 2015 Michal Cihlář: Jen s lupou (cestovní deníčky a něco navíc), Galerie u Mistra s palmou, Náchod
- 2016 Michal Cihlář: Cestou (deníčky ze 40 zemí), Letohrádek Ostrov
- 2016 Michal Cihlář: ZOOOO, Liberty Bell Park, Jerusalem, Izrael
- 2016 Michal Cihlář: Co jsem komu udělal (30 let v užité grafice), Mansarda Muzea TGM, Rakovník
- 2017 Michal Cihlář: BDSM/MC, České centrum, Tokio, Japonsko
- 2017 Michal Cihlář: Pitva knih, Městská knihovna Opatov, Praha
- 2017 Michal Cihlář: Pošlapaný skvosty, Galerie 4MAT, Tábor
- 2017 Michal Cihlář, Karel Hladík: Mému strýci ke 105. narozeninám (linorytová zátiší, sochy a reliéfy), Horácká galerie, Nové Město na Moravě
- 2018 Michal Cihlář: Výstava z dovozu, Café Galerie Bím, Dobřichovice
- 2018 Michal Cihlář, Veronika Richterová: PET ve stínu Fudži, Únětický pivovar, Únětice
- 2018 Michal Cihlář: Ostrovy, Galerie Millenium, Praha
- 2019 Michal Cihlář: To jsem si to polepil, Galerie Smečky, Praha, 15. květen - 29 červen 2019[23]
- 2020 Michal Cihlář: COMIX, Galerie Havelka, Praha 1, Martinská 4, 27. květen – 30. červen 2020[24]
- 2022 Michal Cihlář: Zátiší s hozenou rukavicí, Západočeská galerie v Plzni, Výstavní síň Masné krámy, 16. únor – 28. srpen 2022.[25]

### Katalogy
- Michal Cihlář, samizdat, text Šťáva Antonín, 6 str., 1989
- Michal Cihlář: Pop-art, texty Cihlář Michal, Rezek Petr, Šťáva Antonín, Warhol Andy, Malá galéria KPVU pri MsKS, Medzilaborce 1989
- Michal Cihlář: Linoryty + sochy, text Cihlář Michal, Wagner Radan, Galerie mladých, Brno 1989
- Michal Cihlář: Linoryty atd., text Yvonna Boháčová, Divadlo hudby OKS, Olomouc 1991
- Michal Cihlář: Průřez, Muzeum jihovýchodní Moravy, Zlín 1994
- Michal Cihlář: Kiki und Pája, kat. 28 s., Kleine ACC Galerie, Weimar 1999
- Michal Cihlář: Noviny linorytem, text Cihlář Michal, Galerie Kotýnek, Příbram, 2008
- Michal Cihlář: Během dvaceti let (linoryty, koláže, fotografie, papírové plastiky, deníčky, tapety, práce pro ZOO, 1981 - 2001), GMU v Hradci Králové, VČG Pardubice 2001
- Michal Cihlář: Tapety / Wallpaper, Galerie Millenium, Praha 2002
- Michal Cihlář: 42 let (suché jehly, barevné linoryty, užitá grafika), text Cihlář Michal, Rezler Aleš, GFJ Kutná Hora 2002
- Michal Cihlář: Se vším všudy, text Sylvestrová Jamborová Marta, kat. 24 s., Moravská galerie v Brně 2005
- Michal Cihlář, Veronika Richterová: Zvěrosnubnost M. Cihláře a V. Richterové, 4 str., Galerie Obecního domu, Opava, 2013